# Scie à cadre

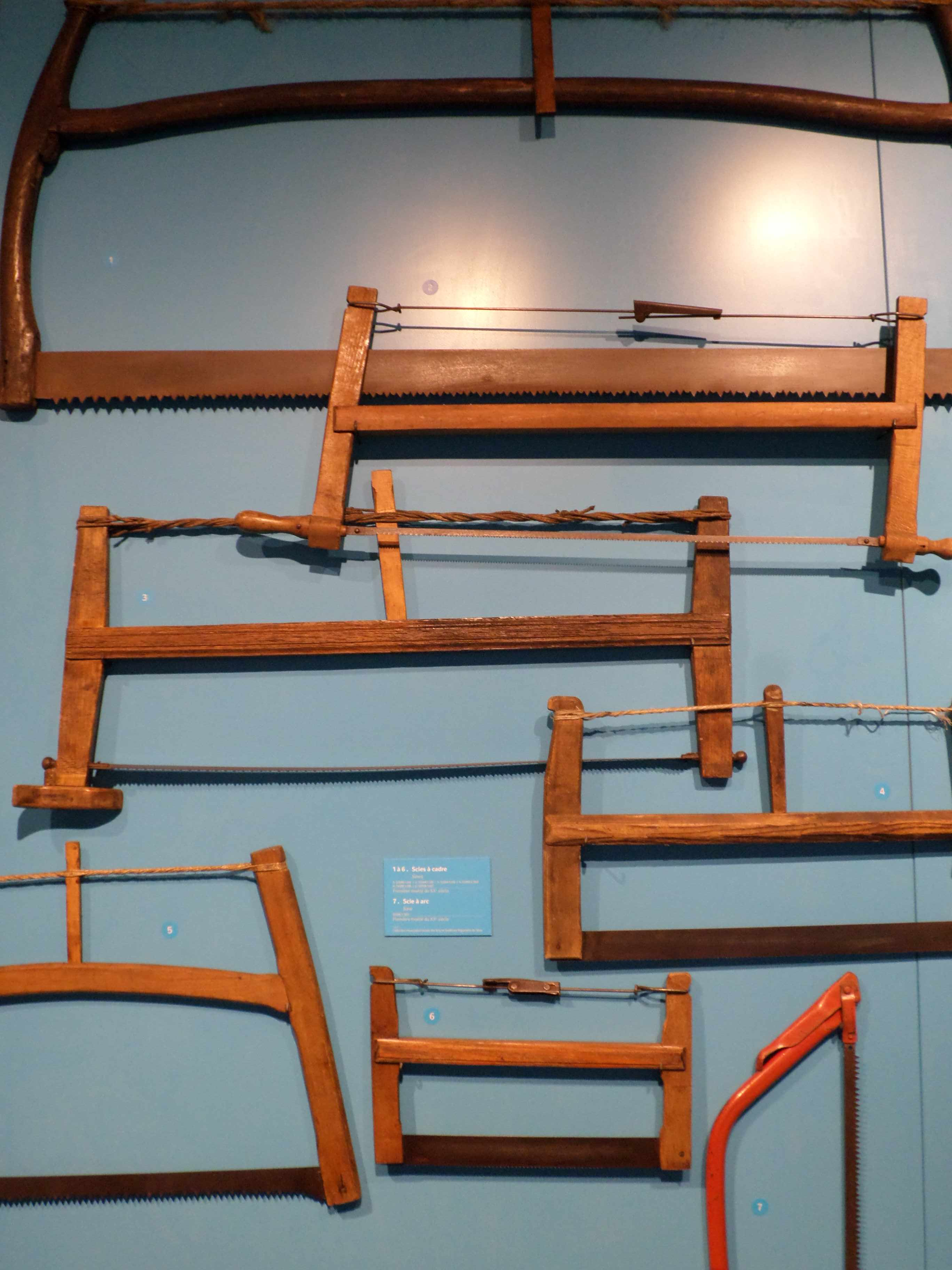
Divers modèles de scies à cadre

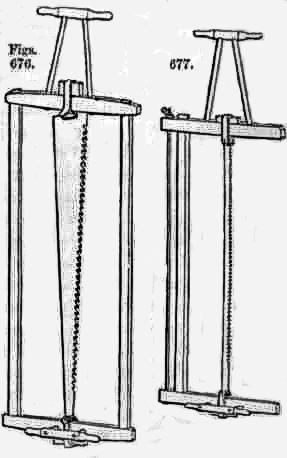
Deux sortes de scie à cadre

Une scie à cadre, aussi appelée scie montée ou scie à monture, est un type de scie à main. La tension est obtenue à l'aide de la ficelle avec un tendeur ou du fil de fer avec un écrou à œillet. L'arc en acier de la scie à monture métallique fait le même office.